# Stundenlauf
Der Stundenlauf ist eine Langstreckendisziplin in der Leichtathletik, bei der innerhalb einer Stunde möglichst viele Stadionrunden zurückzulegen sind. Er wird in der Gegenwart häufig als Volkslauf-Veranstaltung ausgetragen – abgewandelt auch als Halbstundenlauf und als Stunden-Paarlauf (nur einer muss laufen, gewechselt wird beliebig).
Da der Stundenlauf als Weltrekord von World Athletics geführt wird, hat er auch im Hochleistungssport eine gewisse Bedeutung, doch werden in dieser Disziplin keine internationalen Titelkämpfe durchgeführt und auch bei Leichtathletikmeetings werden nur ganz selten, namentlich bei angekündigten Rekordversuchen, entsprechende Wettbewerbe durchgeführt.
Die Runden waren früher entweder von Kampfrichtern zu zählen, oder die Teilnehmer bei Volksläufen zählten sie auf Vertrauensbasis selbst. Bei letzterer Methode wurde ein „Pilotläufer“ eingesetzt, der eine mittlere Geschwindigkeit lief und dessen Runden von Kampfrichtern gezählt wurden. Die anderen Läufer brauchten nur die (relativ geringe) Anzahl der Überrundungen zu zählen, was die Gefahr des Verzählens verringerte.
In neuerer Zeit tragen die Läufer Transponderchips am Schuh oder in der Startnummer, mit denen jeder Durchgang durch eine elektronische Zähleinrichtung automatisch gemessen wird, sodass nur noch die Meterzahl der letzten, unvollendeten Runde addiert werden muss.

## Weltrekordentwicklung

### Männer
| Strecke (m)                                     | Name                                     | Land                                     | Datum                                    | Ort                                      |
| Frühe Weltbestleistungen (Profisportler)        | Frühe Weltbestleistungen (Profisportler) | Frühe Weltbestleistungen (Profisportler) | Frühe Weltbestleistungen (Profisportler) | Frühe Weltbestleistungen (Profisportler) |
| ----------------------------------------------- | ---------------------------------------- | ---------------------------------------- | ---------------------------------------- | ---------------------------------------- |
| 17.703                                          | William Jackson                          | GBR                                      | 29.03.1852                               | London (Islington)                       |
| 18.023                                          | John Levett                              | GBR                                      | 28.08.1854                               | Birkenhead                               |
| 18.379                                          | Lewis „Deerfoot“ Bennett                 | USA                                      | 27.10.1862                               | London                                   |
| 18.425                                          | Lewis „Deerfoot“ Bennett                 | USA                                      | 12.01.1863                               | London (Hackney Wick)                    |
| 18.507                                          | Lewis „Deerfoot“ Bennett                 | USA                                      | 23.02.1863                               | London (Brompton)                        |
| 18.589                                          | Lewis „Deerfoot“ Bennett                 | USA                                      | 03.04.1863                               | London (Brompton)                        |
| 18.743                                          | Fred Bacon                               | GBR                                      | 19.06.1897                               | Rochdale                                 |
| 18.878                                          | Harry Watkins                            | GBR                                      | 16.09.1899                               | Rochdale                                 |
| Frühe Weltbestleistungen (Amateur-Sportler)     |                                          |                                          |                                          |                                          |
| 16.093                                          | William Fuller                           | GBR                                      | 14.07.1873                               | London (LB)                              |
| 17.300                                          | George Dunning                           | GBR                                      | 01.01.1881                               | London (SB)                              |
| 18.555                                          | Walter George                            | GBR                                      | 28.07.1884                               | London                                   |
| Offizielle, von der IAAF anerkannte Weltrekorde |                                          |                                          |                                          |                                          |
| 18.742                                          | Alfred Shrubb                            | GBR                                      | 05.11.1904                               | Glasgow                                  |
| 19.021                                          | Jean Bouin                               | FRA                                      | 06.07.1913                               | Stockholm                                |
| 19.210                                          | Paavo Nurmi                              | FIN                                      | 07.10.1928                               | Berlin                                   |
| 19.339                                          | Viljo Heino                              | FIN                                      | 30.09.1945                               | Turku                                    |
| 19.558                                          | Emil Zátopek                             | TCH                                      | 15.09.1945                               | Prag                                     |
| 20.052                                          | Emil Zátopek                             | TCH                                      | 29.09.1951                               | Stara Boleslav                           |
| 20.190                                          | Bill Baillie                             | NZL                                      | 24.08.1963                               | Auckland                                 |
| 20.232                                          | Ron Clarke                               | AUS                                      | 27.10.1965                               | Geelong                                  |
| 20.664                                          | Gaston Roelants                          | BEL                                      | 28.10.1966                               | Löwen                                    |
| 20.784                                          | Gaston Roelants                          | BEL                                      | 20.09.1972                               | Brüssel                                  |
| 20.907                                          | Josephus Hermens                         | NED                                      | 28.09.1975                               | Papendal                                 |
| 20.944                                          | Josephus Hermens                         | NED                                      | 01.05.1976                               | Papendal                                 |
| 21.101                                          | Arturo Barrios                           | MEX                                      | 30.03.1991                               | La Flèche                                |
| 21.285                                          | Haile Gebrselassie                       | ETH                                      | 27.06.2007                               | Ostrava                                  |
| 21.330                                          | Mo Farah                                 | GBR                                      | 04.09.2020                               | Brüssel                                  |

### Frauen
| Strecke (m)                                      | Name                | Land | Datum      | Ort            |
| ------------------------------------------------ | ------------------- | ---- | ---------- | -------------- |
| 14.141                                           | Anne O’Brien        | IRL  | 03.10.1965 | Dublin         |
| 14.438                                           | Anne O’Brien        | IRL  | 10.10.1965 | Dublin         |
| 15.955                                           | Elsa Pasquali       | ITA  | 29.12.1965 | Schio          |
| 16.872                                           | Christa Vahlensieck | FRG  | 24.05.1975 | Bochum         |
| 16.916                                           | Margherita Gargano  | ITA  | 20.11.1976 | Mailand        |
| 17.202                                           | Christa Vahlensieck | FRG  | 25.07.1978 | Remscheid      |
| Offizielle, von der IAAF anerkannte, Weltrekorde |                     |      |            |                |
| 18.084                                           | Silvana Cruciata    | ITA  | 02.05.1981 | Rom            |
| 18.340                                           | Tegla Loroupe       | KEN  | 07.08.1998 | Borgholzhausen |
| 18.517                                           | Dire Tune           | ETH  | 12.06.2008 | Ostrava        |
| 18.930                                           | Sifan Hassan        | NED  | 04.09.2020 | Brüssel        |

## Deutsche Rekorde
- Männer: 20.536 m, Werner Schildhauer, 29. April 1983, Cottbus
- Frauen: 17.709 m, Katrin Dörre, 7. Juli 1988, Leipzig